# Bandera de Santa Coloma de Cervelló
La bandera de Santa Coloma de Cervelló, basada en l'escut heràldic de la localitat, és de color groc, amb una coloma de color blau cel al centre. Va ser aprovada el 9 de setembre de 1991 i publicada en el DOGC (n. 1497) el dia 25 del mateix mes.
Té la següent descripció oficial:
| «      | Bandera apaïsada, de proporcions dos d'alt per tres d'ample, groga, amb un colom (o coloma) blau cel al centre. | » |
| — DOGC | |   |